# Кокотов, Александр Николаевич
Алекса́ндр Никола́евич Кокотов (род. 15 января 1961, станция Уфимка, Ачитский район, Свердловская область) — судья Конституционного суда Российской Федерации (с 2010 года), заведующий кафедрой конституционного права Уральской государственной юридической академии (1998—2010), Заслуженный юрист Российской Федерации (2011), Почётный работник высшего профессионального образования Российской Федерации, доктор юридических наук, профессор.

## Биография
Родился 15 января 1961 года на станции Уфимка Ачитского района Свердловской области.
В 1979—1981 годах проходил срочную службы в Вооружённых силах СССР.
После окончания в 1985 году с отличием судебно-прокурорского факультета Свердловского юридического института работал до 1987 года секретарем комитета ВЛКСМ СЮИ.
В 1986—1988 годах обучался в аспирантуре СЮИ и в 1988 году под руководством профессора М. И. Кукушкина защитил кандидатскую диссертацию на тему «Местные общественные организации как субъекты советского государственного права».
С 1988 года работал на кафедре советского государственного права и советского строительства СЮИ сначала преподавателем, старшим преподавателем, затем доцентом и профессором.
В 1995 году защитил докторскую диссертацию на тему «Русская нация и российская государственность (конституционно-правовой аспект взаимоотношений)», а в 1998 году ему было присвоено учёное звание профессора.
В период с 1998 по 2010 годы являлся заведующим кафедрой конституционного права Уральской государственной юридической академии. В период с 2006 по 2009 годы был главным редактором «Российского юридического журнала». С 3 марта 2010 года назначен судьёй Конституционного суда РФ.

## Семья
Супруга Ольга Николаевна Родионова, кандидат юридических наук, доцент. 
Дочери: Мария, кандидат юридических наук, доцент кафедры конституционного права УрГЮУ имени В.Ф. Яковлева и Дарья, кандидат юридических наук, доцент кафедры уголовного права УрГЮУ имени В.Ф. Яковлева.

## Санкции
16 декабря 2022 года, на фоне вторжения России на Украину, был внесён в санкционный список Евросоюза за решения, которые искусственно создают образ легитимности российского вторжения на Украину. Ранее был включён в санкционный список Украины.